# Люблино (усадьба)
Музей-усадьба Люблино́ — архитектурно-художественный ансамбль конца XVIII — начала XIX века в районе Люблино города Москвы (Летняя улица, 1, 2, 4, 6, 8, 10). Миниатюрная вилла в палладианском стиле окружена Люблинским парком с искусственным водоёмом. Объект культурного наследия федерального значения.

## Ранние владельцы
В допетровское время Люблино носило название Годуново по фамилии владельца, Григория Петровича Годунова. Село унаследовала его дочь, Аграфена Григорьевна, позже ставшая супругой князя Владимира Никитича Прозоровского, бывшего адъютантом фельдмаршала князя М. М. Голицына. Со временем Годуново перешло к их сыну, князю Петру Владимировичу Прозоровскому.

Семейная родословная скупо сообщает, что о нём практически ничего не известно, даже имя супруги, что позволяет предположить, что она едва ли имела дворянское происхождение. Возможно, ей обязано своим появлением название Люблино (первоначально произносившееся с ударением на втором слоге). По другой версии, наиболее вероятной, название имения было придумано кем-то из его владельцев. Подобные «пасторальные» названия очень характерны для XVIII века.

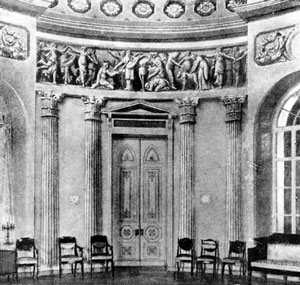
Интерьер

Имение уже называлось Люблино, когда его унаследовал князь Владимир Петрович Прозоровский (1743—1796), находившийся сначала на военной, а затем на гражданской службе и ставший коллежским асессором. Он был женат на княжне Прасковье Ивановне Хилковой (1739—1807)
В 1790-х годах Люблино ушло из рода Прозоровских. Сначала перешло к графине М. Г. Разумовской, а после его приобрела княгиня Анна Андреевна Урусова, урождённая Волкова (ум. 1804/6). При ней в Люблино была устроена усадьба, где жил и её муж, генерал-майор князь Александр Васильевич Урусов (1729—1813).

## Люблино в XIX веке
Около 1800 года Люблино было приобретено богатым холостяком Николаем Алексеевичем Дурасовым (1760—1818) — знаменитым на всю Москву хлебосолом, выстроившим на берегу Люблинского пруда существующую усадьбу. По характеристике М. А. Дмитриева, он «жил в своем Люблине как сатрап, имел в садках всегда готовых стерлядей, в оранжереях — огромные ананасы и был до эпохи французов, всё изменившей, необходимым лицом общества при тогдашней его жизни и тогдашних потребностях».

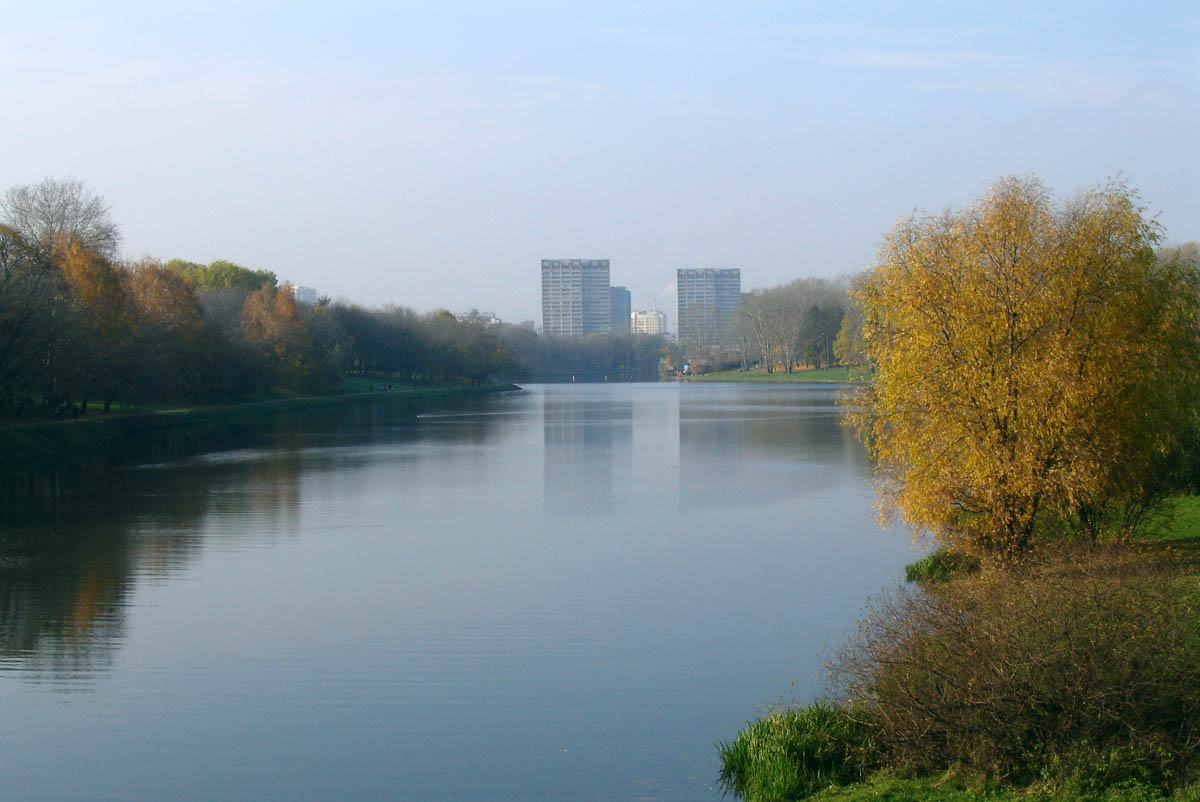
Люблинский пруд в парке

Главный дом представляет собой одну из бесчисленных вольных интерпретаций виллы Ротонда. Автором проекта считается И. В. Еготов, хотя документов на этот счёт не сохранилось. М. Ю. Коробко высказал гипотезу об авторстве Р. Р. Казакова и о реализации проекта И. В. Еготовым (именно так они работали в соседней усадьбе Кузьминки). Дата постройки точно не установлена; дом, вероятно, был закончен к 1801 году, а уже в 1805 использовался как модель для отделки фасадов в усадьбе Кузьминки. Вероятно, что отделка фасадов продолжилась до 1810-х годов. Главный дом выстроен в форме креста — центральный зал-ротонду окружают четыре симметричных зала, вписанных в круг — открытую колоннаду. По легенде, Дурасов увековечил в здании полученный им крест Святой Анны 2-й степени. Ансамбль дурасовских времён, помимо главного дома, включал сохранившийся театр, дом для актёров с театральной школой, оранжерею и конный двор. Плафон и интерьеры усадьбы выполнены Доменико Скотти.
После смерти бездетного владельца (1818) усадьба перешла к его сестре Аграфене, которая жила в подмосковных Горках. В середине XIX века имением владели её дочь Агриппина Михайловна с мужем, генералом Александром Писаревым. Овдовев, Агриппина Михайловна продала Люблино богачу Н. П. Воейкову (1789—1868). Во второй половине XIX века крупнейшая в Москве оранжерея Дурасова была перестроена под жильё, а после Политехнической выставки 1872 года в усадьбу перевезли выставочную деревянную церковь (в 1927 году её перевезли в село Рыжово Московской области). Парк был уничтожен смерчем 1904 года, и тогдашний хозяин усадьбы, Н. К. Голофтеев, выстроил на берегу пруда дачи, сдававшиеся внаём (не сохранились).
В усадьбе Люблино в каменном двухэтажном доме (ныне № 8/2 по Летней улице) летом 1866 года жил и работал писатель Ф. М. Достоевский. Здесь он писал пятую главу «Преступления и наказания», план «Игрока». Свои впечатления о люблинском лете Фёдор Михайлович описал в повести «Вечный муж».

## Составляющие усадебного ансамбля
- Театр Дурасова
- Оранжерея Дурасова
- Люблинский парк
- Люблинский пруд

## Новейшая история

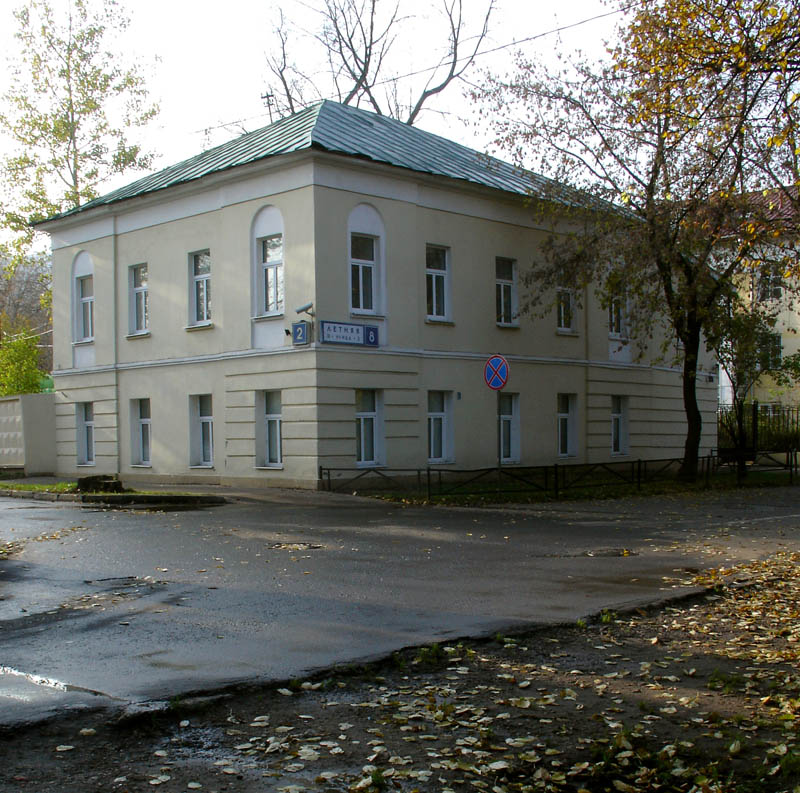
Флигель театральной школы

Национализированная в 1918 усадьба использовалась под школу, отделение милиции, дом культуры, в годы войны — под жильё. В 1948 году усадьбу передали Институту океанологии АН СССР. В 1952—1957 главный дом был восстановлен по проекту О. М. Сотниковой и Л. С. Сахаровой, туда и переехал институт (ОКБ Института океанологии по сей день занимает корпуса к востоку от главного дома). В 1990-е годы главный дом был передан в частные руки, после чего потребовалась масштабная реставрация, завершённая в 2005 году. Современный музей (часть Московского государственного объединённого музея-заповедника) базируется в главном доме и открыт ежедневно с 11 до 17 часов. Во дворце регулярно проводятся концерты классической музыки.
30 октября 2007 года правительство Москвы утвердило «Концепцию развития и функционального использования исторической усадьбы Люблино». После вывода из парка предприятий-арендаторов (среди них частный автосервис, арендовавший бывший конный двор усадьбы, горнолыжный клуб и детская театральная студия) предполагалось создание в усадьбе театральной школы-студии, включающей дворец Дурасова, здание театра, прилегающую парковую зону и пруд — так называемый фестивально-парковый комплекс общемосковского и всероссийского значения под условным названием «Театроград». Основные этапы благоустройства усадьбы завершились в 2019 году. В настоящее время усадьба состоит из дворца Н. А. Дурасова и театральной школы, которые открыты для экскурсий, концертов и организации торжеств.